# Журівка (Голованівський район)
Журівка (історична назва — Журавка) — село в Україні, у Новоархангельській селищній громаді Голованівського району Кіровоградської області. Населення становить 137 осіб.
У 2010 року було прийняте рішення Кіровоградської обласної ради, в якому пропонувалося звернутися до Верховної Ради України з клопотанням щодо виправлення помилки в назві села. Проте Верховна Рада рішень щодо перейменування не приймала.

## Населення
Згідно з переписом УРСР 1989 року чисельність наявного населення села становила 137 осіб, з яких 60 чоловіків та 77 жінок.
За переписом населення України 2001 року в селі мешкало 137 осіб.

### Мова
Розподіл населення за рідною мовою за даними перепису 2001 року:
| Мова       | Відсоток |
| ---------- | -------- |
| українська | 98,54 %  |
| російська  | 1,46 %   |